# 島津壮之助

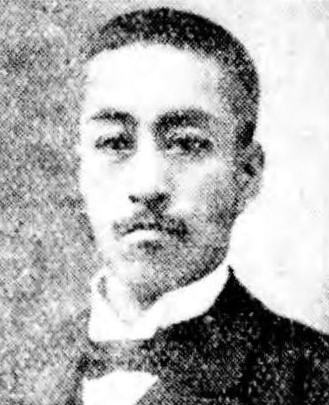
島津壮之助

島津 壮之助（しまづ そうのすけ、1872年1月17日〈明治4年12月8日〉 - 1925年〈大正14年〉1月23日）は、明治から大正期にかけての華族（男爵）。重富島津家第7代当主（越前島津家第22代当主）。

## 経歴
島津珍彦と島津斉彬の娘・典子の長男として生まれる。幼少時は家庭教師に就いてもらい、漢学などの学問を修めた。1910年（明治43年）6月16日、父・珍彦の死去に伴い重富島津家を相続し、同年7月25日には男爵を襲爵する。
住居は鹿児島県鹿児島市清水町田之浦。趣味は狩猟や盆栽など。

## 栄典
- 1891年（明治24年）12月4日 - 従五位[2]
- 1902年（明治35年）12月8日 - 正五位[3]
- 1910年（明治43年）7月25日 - 男爵[4]
- 1913年（大正3年）
  - 9月16日 - 木杯一組[5]
  - 10月10日 - 従四位[6]
- 1921年（大正10年）10月20日 - 正四位[7]

## 家族

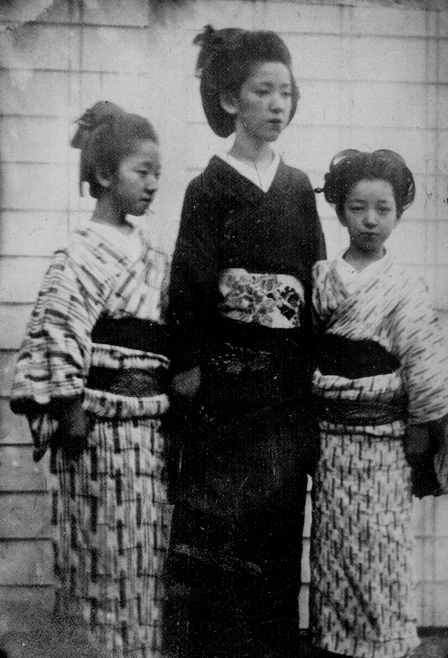
祖父・斉彬の娘たちの写真。左から典子（母）・暐子（伯母）・寧子（叔母）

- 父：島津珍彦（1844年 - 1910年）- 島津久光の四男。貴族院男爵議員。
- 母：島津典子（1852年 - 1903年）- 島津斉彬の四女。
- 先妻：鶴（1880年 - 1980年）- 島津忠欽の四女。壮之助の父方の従妹に当たる。
  - 長男：忠彦（1899年 - 1908年）- 父・壮之助の死後、襲爵。貴族院男爵議員、参議院議員。
  - 長女：万喜子（1902年 - ?）- 牧内正男の妻。
  - 次男：加藤久幹（1904年 - 1976年）- 加藤克明の養子。洋画家。
  - 三男：島津敬之助（1907年 - 1974年）
- 継妻：信子（1882年 - 1913年）- 南部信方の長女。
- 継々妻：英子（1880年 - 1952年）- 佐竹義脩の長女。